# Pedaliodes tomentosa
Pedaliodes tomentosa är en fjärilsart som beskrevs av Gustav Weymer 1911. Pedaliodes tomentosa ingår i släktet Pedaliodes och familjen praktfjärilar. Inga underarter finns listade i Catalogue of Life.